# Herois de Central Park
Herois de Central Park (títol original en francès, Les Inséparables) és una pel·lícula d'animació de 2023 dirigida per Jérémie Degruson. La producció és francesa, belga i espanyola. S'ha doblat al català.

## Sinopsi
Quan s'apaguen els llums en un antic teatre de la zona del Central Park, els titelles cobren vida des de la mort del vell titellaire. Dos amics improbables: un titella imaginatiu inspirat en el Quixot i un peluix de gos raper robat i abandonat es troben en una aventura èpica a Nova York per convertir els seus somnis en realitat demostrant que fins i tot els personatges més petits poden tenir grans papers.